# Xenophidion acanthognathus
Espèce
Statut de conservation UICN

 DD  : Données insuffisantes
Xenophidion acanthognathus est une espèce de serpents de la famille des Xenophidiidae. 

## Répartition
Cette espèce est endémique de l’État du Sabah sur l'île de Bornéo en Malaisie.

## Publication originale
- Günther & Manthey, 1995 : Xenophidion, a new genus with two new species of snakes from Malaysia (Serpentes, Colubridae). Amphibia-Reptilia, vol. 16, p. 229-240.